# Simon De Cuyper
Simon De Cuyper (Leuven, 30 de outubro de 1986) é um triatleta profissional belga.

## Carreira
Simon De Cuyper competidor do ITU World Triathlon Series, disputou os Jogos de Londres 2012, ficando em 26º.